# Lophocolea brookwoodiana
Lophocolea brookwoodiana là một loài Rêu trong họ Lophocoleaceae. Loài này được Paton & Sheahan mô tả khoa học đầu tiên năm 2006.